# María de Bulgaria
María de Bulgaria (en búlgaro: Мария Българска; fallecida después de 1081), protovestiaria, fue la esposa del protovestiario y doméstico de las escolas Andrónico Ducas y la madre de la emperatriz Irene Ducaina.
María era la hija de Trajano de Bulgaria, hijo de Iván Vladislav, con una noble bizantina de nombre desconocido que era descendiente de las familias Contostefano y Focas, e hija del estratega Romanos Aballantes.
María se casó con Andrónico Ducas antes de 1066. Andrónico era hijo del césar Juan Ducas, un poderoso político bizantino de la época, con Irene Pelagonitissa, además de sobrino de Constantino X Ducas y primo de Miguel VII Ducas. 
María recibió como herencia una amplia propiedad alrededor del lago Ohrid y sus considerables ingresos fueron utilizados para sustentar el lujoso estilo de vida y las ambiciones políticas de su marido. Como los últimos descendientes de la familia real de Bulgaria, María y sus hijas, Irene Ducaina, y Ana, que se casó con el primer miembro destacado de la familia Paleólogo, no solo poseían una inmensa riqueza, sino también una especie de legitimación bizantina sobre la población búlgara; los matrimonios prominentes de ella y las de sus hijas son la prueba para la eventual integración de los descendientes de la dinastía Cometopuli a la nobleza cortesana en Constantinopla.
Como madre de la emperatriz Irene Ducaina, María tenía cierta influencia en los primeros años del reinado de Alejo I Comneno, pero ella, una viuda, despreciaba a la corte imperial y optó por vivir en sus propiedades en el lago Ohrid. Su nieta, Ana Comnena, alabó su belleza y sabiduría en su obra maestra, la «Alexiada».

## Familia
María de Bulgaria y Andrónico Ducas tuvieron siete hijos:
- Miguel Ducas, protostrator.[3]
- Constantino Ducas, sebastos.[4]
- Esteban Ducas, sebastos.[2]
- Juan Ducas, megaduque.[5]
- Irene Ducaina, que se casó con el emperador Alejo I Comneno.[6]
- Ana Ducaina,[2] que se casó con Jorge Paleólogo.
- Teodora Ducaina, una monja.[7]